# Mark Beltzman
Mark Beltzman est un acteur et scénariste américain, né en 1960.

## Filmographie

### Acteur
- 1990 : Maman, j'ai raté l'avion (Home Alone) de Chris Columbus : Stosh
- 1992 : Mo' Money (en) de Peter MacDonald : Chris Fields
- 1995 : Billy Madison de Tamra Davis: Jack
- 1995 : Hotel Oasis de  Juan Calvo : Gérant d'hôtel
- 1997 : Latino Lover (en) (Star Maps) de Miguel Arteta : Client en colère
- 1997 : Speed 2 : Cap sur le danger (Speed 2: Cruise Control) de Jan de Bont : Convertible Owner
- 1998 : Wedding singer - Demain on se marie! (The Wedding Singer) de Frank Coraci : Vegas Air Ticket Agent
- 1999 : Larry et son nombril (TV) : Mourner
- 2001 : Lovely & Amazing de Nicole Holofcener : Invité à la première
- 2003 : Killer Drag Queens on Dope (en) de Lazar Saric : Anthony
- 2004 : L'Employé du mois de Mitch Rouse : Hank
- 2008 : Passed the Door of Darkness : Bob Hannah